# Clas-Erik Odhner
Clas-Erik Teodor Odhner, född 7 maj 1921 i Engelbrekts församling, Stockholm, död 30 november 1999 i Täby, Stockholms län, var en svensk agronom och utredare.

## Biografi
Odhner var son till zoologen och professorn Teodor Odhner och Ebba Nordenson. Han tog agronomexamen 1947 och blev agronomie licentiat 1953. Han anställdes vid Jordbruksdepartementet 1947–1949, blev utredningssekreterare vid LO 1950 och chef för LO:s utredningsavdelning 1966. Han är en av upphovsmännen till EFO-modellen. Han utgav Framtidens socialism - Ett inlägg i programdebatten (1957). Odhner är begravd på Norra begravningsplatsen utanför Stockholm.